# Xã Shenford, Quận Ransom, Bắc Dakota
Xã Shenford (tiếng Anh: Shenford Township) là một xã thuộc quận Ransom, tiểu bang Bắc Dakota, Hoa Kỳ. Năm 2010, dân số của xã này là 118 người.